# Tadeu Alencar
Francisco Tadeu Barbosa de Alencar ou simplesmente Tadeu Alencar (Juazeiro do Norte, Ceará, 8 de abril de 1963) é um escritor e político brasileiro, filiado ao Partido Socialista Brasileiro (PSB). Trabalhou como bancário no Banco do Brasil e foi Procurador da Fazenda Nacional.

## Biografia
É formado em Direito pela Universidade Federal de Pernambuco (UFPE) com especialização em Direito Tributário pela UFPE, em parceria com a Escola Superior de Administração Fazendária (ESAF). Trabalhou no Banco do Brasil entre os anos de 1982 e 1991.
Em 1991, tornou-se auditor do Tribunal de Contas do Estado, permanecendo até 1993, e presidiu a Associação dos Servidores do TCE. Em 1993, aprovado em concurso público de provas e títulos, Tadeu Alencar tornou-se Procurador da Fazenda Nacional, ocupando a chefia do órgão como procurador Regional da Fazenda Nacional da 5ª Região, com atuação no TRF-5, em novembro de 2000. Atuou como procurador-geral adjunto da Fazenda Nacional entre março de 2003 e maio 2006, em Brasília, durante o primeiro governo Lula.
No ano de 2007, recebeu o convite do eleito governador de Pernambuco, Eduardo Campos, para integrar seu primeiro Governo, como procurador geral do Estado.
Em 17 de abril de 2016, votou a favor da admissibilidade do processo de impeachment de Dilma Rousseff.
Já durante o Governo Michel Temer, votou contra a PEC do Teto dos Gastos Públicos. Em abril de 2017 foi contrário à Reforma Trabalhista. Em agosto de 2017 votou a favor do processo em que se pedia abertura de investigação do presidente Michel Temer.
Foi eleito Deputado Federal de Pernambuco nas Eleições de 2014 e de 2018, exercendo mandato pelo PSB.
Nas eleições de 2022, não conseguiu ser reeleito deputado federal pelo PSB. Mas, ao obter 55.761 votos, ficou como segundo suplente do seu partido, ficando atrás do deputado Gonzaga Patriota.
Em 2023, o Ministro da Justiça e Segurança Pública, Flávio Dino, nomeou Tadeu Alencar como novo Secretário Nacional de Segurança Pública.

## Obras publicadas
- Limitações Constitucionais ao Poder de Tributar: um olhar crítico sobre a capacidade contributiva e suas implicações com a igualdade e a vedação do confisco, Brasília-DF, ESAF, 2000;[1]
- Anais do IV Seminário Nacional Aspectos Formais e Materiais em Procedimentos Fiscais da Secretaria da Receita Federal, Brasília-DF, SRF, 2004.[1]

## Premiações
- Medalha do Mérito Judiciário Desembargador Joaquim Nunes Machado, do Tribunal de Justiça de Pernambuco (agosto de 2008);[2]
- título de Cidadão do Recife, pela Câmara de Vereadores (junho de 2004);[2]
- título de Cidadão de Pernambuco, pela Assembleia Legislativa (dezembro de 2008);[2]
- Medalha Nilo Coelho, do Tribunal de Contas de Pernambuco (novembro de 2010);[2]
- Medalha do Mérito Eleitoral Frei Caneca, do Tribunal Regional Eleitoral (março de 2011);[2]
- Medalha de Personalidade da Neolatinidade (junho de 2011);[2]
- Medalha Conde da Boa Vista, do Instituto Arqueológico, Histórico e Geográfico de Pernambuco (janeiro de 2012);[2]
- Medalha Mérito Legislativo, da Câmara dos Deputados (novembro de 2012);[2]
- Comenda da Ordem do Mérito Guararapes, esta outorgada pelo governador Eduardo Campos, em 2010.[2]